# Live al Vidia Club
Live al Vidia Club è il secondo album (il primo dal vivo) del gruppo musicale italiano Nobraino, autoprodotto insieme a Libero Cola pubblicato il 5 dicembre 2007.

## Descrizione
L'album registrato al Vidia Club di Cesena raccoglie le esecuzioni di sette brani inediti del gruppo e le reinterpretazioni di Morna (di Vinicio Capossela) e Ma che freddo fa (di Franco Migliacci e Claudio Mattone, incisa in origine dai Rokes e da Nada).
Dall'album viene estratto il singolo Bifolco con il relativo video musicale.

## Tracce
Testi e musiche di Lorenzo Kruger e Nestor Fabbri, eccetto dove indicato.
1. Le tre sorelle (Live) – 4:04
2. Notaio scarabocchio (Live) – 3:28
3. Bifolco (Live) – 3:47
4. Ma che freddo fa (Live) – 2:65 (testo: Franco Migliacci – musica: Claudio Mattone) – (brano di Nada, da Ma che freddo fa/Una rondine bianca, 1969)
5. Ragioniere nucleare (Live) – 3:11
6. Ballerina straordinaria (Live) – 3:56
7. Solito caffè (Live) – 3:53
8. Fatti miei (Live) – 8:44
9. Morna (Live) – 2:13 (Vinicio Capossela) – (brano di Vinicio Capossela, da Il ballo di San Vito, 1996)
10. Chi me lo ha fatto fare (Live) – 4:42

## Crediti
- Lorenzo Kruger - paroliere e voce
- Nobraino - musiche
- Franco Beat - mixaggio e masterizzazione
- Libero Cola, Nobraino - produzione